# Варатик (Яловенский район)
Варатик (рум. Văratic, Вэратик) — село в Яловенском районе Молдавии. Относится к сёлам, не образующим коммуну.

## География
Село расположено на высоте 142 метров над уровнем моря.

## Население
По данным переписи населения 2004 года, в селе Вэратик проживает 1064 человека (558 мужчин, 506 женщин).
Этнический состав села:
| Национальность | Число жителей | Процентный состав |
| -------------- | ------------- | ----------------- |
| молдаване      | 928           | 87.22             |
| украинцы       | 52            | 4.89              |
| болгары        | 51            | 4.79              |
| русские        | 24            | 2.26              |
| гагаузы        | 5             | 0.47              |
| румыны         | 1             | 0.09              |
| поляки         | 1             | 0.09              |
| прочие         | 2             | 0.19              |
| Всего          | 1064          | 100%              |